# 1-es busz (Ózd)
Az ózdi 1-es jelzésű autóbuszvonal az Autóbusz-állomás és a Kórház között húzódik, amelyet a MÁV Személyszállítási Zrt. üzemeltet.

## Története
Az 1-es helyijárat a kezdetek óta jelen van Ózd tömegközlekedésében, változatlan útvonalon az ózdi autóbusz-állomás és az Almási Balogh Pál kórház között. A város életében egészen 2022-ig 1A jelzéssel volt jelen, mivel az 1-es buszok az ózdi vasútállomás és az Almási Balogh Pál kórház között ingáztak a miskolci vonatokhoz csatlakozva.
A vonalcsaládban szereplő többi járat, az 1M jelzésűek Mogyorósvölgybe, míg az 1Y jelzésű autóbuszok a Pázmány út végleteibe, Karu településrészre közlekedtek. Kettejük már a kihasználatlanság végett nem létezik.

## Útvonala
| Autóbusz-állomás – Kórház                                                          | Kórház – Autóbusz-állomás                                                                                      |
| ---------------------------------------------------------------------------------- | --- |
| Autóbusz-állomás ➝ Munkás út ➝ Ív út ➝ 48-as út ➝ Bem utca ➝ Bányász utca ➝ Kórház | Kórház ➝ Bányász utca ➝ Bem utca ➝ József Attila út ➝ Szabó Lőrinc utca ➝ Ív út ➝ Munkás út ➝ Autóbusz-állomás |

## Közlekedése
Az 1-es helyijáratok manapság már csak kiegészítő járatokként közlekednek Ózdon, hiszen a Petőfi tér és a kórház környéke több helyijárattal (2, 4, 8, 12, 20, 21), illetve 2022-től kettő helyi közlekedésbe bevont regionális vonallal is kiszolgált, a 4101-es és a 4102-es járatokkal. Ezen kívül 2025 júniusától a 4161-es járatok közül reggelente egy betérést tesz a kórházhoz.
| Viszonylat                | Indításszám     | Közlekedési rend          |
| ------------------------- | --------------- | ------------------------- |
| Autóbusz-állomás – Kórház | 4 oda, 5 vissza | tanítási napokon          |
| Autóbusz-állomás – Kórház | 4 oda, 3 vissza | tanszünetben munkanapokon |
| Autóbusz-állomás – Kórház | 3 oda, 2 vissza | hétvégén                  |

### Járművek
Az autóbuszvonalon vegyesen szóló és csuklós járművek közlekednek, melyek legtöbbje Ikarus V134, valamint Volvo típusú autóbusz, de alkalmanként helyközi forgalomban részt vevőek is megfordulnak.

## Megállóhelyei
| 0 | Autóbusz-állomás végállomás             | 0.0 km | 0 | 2, 2A, 3, 4, 6, 7, 8, 12, 20A, 21, 26, 47, 68, 74, 76, 78 1031, 1034, 1051, 1369, 1384, 1411 3410, 3770, 3773, 4101, 4102, 4104, 4140, 4145, 4147, 4148, 4150, 4151, 4153, 4155, 4157, 4158, 4160, 4161, 4180, 4185, 4186 |
| 1 | Hotel Ózd                               | 0.6 km | 1 | 2, 4, 8, 12, 20, 21, 23 4101, 4102, 4153, 4158, 4160, 4161 |
| 2 | 48-as út 8. (↓) József Attila út 3. (↑) | 1.0 km | 2 | 2, 4, 8, 12, 20, 21, 23 4101, 4102, 4158 |
| 3 | Petőfi tér                              | 1.2 km | 3 | 2, 4, 8, 12, 20, 21 3410, 3412, 4101, 4102, 4153, 4154, 4157, 4158, 4160, 4161 |
| 4 | Kórház végállomás                       | 1.8 km | 5 | 2, 4, 8, 12, 20, 21 4101, 4102, 4161 |